# 즐라트코 사라체비치

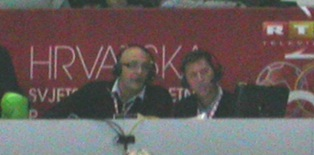
핸드볼 해설가 시절의 사라체비치(왼쪽, 2009년)

즐라탄 "즐라트코" 사라체비치(크로아티아어: Zlatan "Zlatko" Saračević, 1966년 9월 14일~2021년 2월 21일)는 크로아티아와 보스니아 헤르체고비나의 핸드볼 선수, 지도자로 포지션은 라이트백이다. 현역 시절 1988년 하계 올림픽에서 동메달, 1996년 하계 올림픽에서 금메달을 획득했다.